# Лонги, Алессандро
Алесса́ндро Ло́нги (итал. Alessandro Longhi; 12 июня 1733, Венеция, Венецианская республика — ноябрь 1813, Венеция, Королевство Италия) — венецианский живописец-портретист и мастер офорта, сын Пьетро Лонги. Более всего известны портреты его работы, изображающие именитых особ и деятелей Просвещения. Алессандро Лонги издал книгу жизнеописаний венецианских художников XVIII века с портретами-гравюрами (1762).

## Биография
Алессандро Лонги родился в Венеции, в семье известного живописца Пьетро Лонги. Обучался рисунку и живописи у отца, а затем стал учеником Джузеппе Ногари. Полагают, что определённое влияние на творчество Алессандро оказал Джованни Баттиста Пьяццетта, возглавивший «Школу обнажённой натуры» (Scuola di Nudo) при Венецианской Академии изящных искусств.
Алессандро Лонги особенно известен картинами, созданными для семьи Пизани, среди которых выделяется «Семья прокурора Луиджи Пизани». Хотя первые уроки он получил от отца, он не последовал его стилю, его живопись ближе стилю его второго учителя Ногари. Как и Себастьяно Бомбелли, он чаще изображал высокопоставленных венецианских чиновников в официальных одеждах, подчёркивая их социальный статус, выделяя эффектные парики и изысканную одежду. Он стал признанным художником после 1757—1758 годов, когда представил свою первую выставку своих картин.

## Творчество
Алессандро Лонги написал портреты ряда выдающихся современников эпохи Просвещения, в том числе, Карло Гольдони, К. Лодоли, а также знаменитого авантюриста Джакомо Казановы. Он был почётным членом и официальным портретистом Венецианской академии изящных искусств.
Лонги достиг большого мастерства как гравёр, главным образом, выполняя в технике офорта и резца репродукционные гравюры по живописным оригиналам. Историк искусства О. Теодоли, рассуждая об офортах Алессандро Лонги, отмечал:
«Энергичная, необычная манера говорит о непосредственном знакомстве с оригинальной рембрандтовской техникой офорта».
Учителю художника Джузеппе Ногари были хорошо известны офорты Рембрандта и они безусловно оказали своё влияние на манеру Лонги-гравёра.

## «Избранные жизнеописания венецианских живописцев…»
В 1762 году Алессандро издал книгу «Избранные жизнеописания венецианских живописцев…» (Compendio delle vite de’pittori veneziani …) проиллюстрированную собственными гравюрами — графическими репродукциями портретов, ранее написанных маслом. В предисловии книги Лонги так обосновал причину её создания: «Желание, которое я всегда имел в душе, — выразить каким-либо знаком благодарность современным художникам, и оно было естественным мотивом, побудившим меня к созданию этого произведения и портретов, которые кроме того, что были написаны на холстах в живописи, я захотел также награвировать».
На страницах издания были запечатлены портреты тридцати трёх итальянских живописцев XVIII века, в том числе, Джованни Баттисты Тьеполо (1696—1770) и Пьетро Лонги (1701—1785), самого художника, а также:
- Никколо Бамбини[англ.] (1651—1736);
- Грегорио Ладзарини (1655—1730);
- Себастьяно Риччи (1659—1734);
- Джузеппе Камераты[англ.] (1668—1761 или 1762);
- Джованни Баттисты Пьяцетты (1682—1754);
- Якопо Амигони (1682—1752);
- Франческо Полаццо[итал.] (1683—1753);
- Джованни Баттисты Питтони (1687—1767);
- Гаспаре Дициани (1689—1767);
- Джузеппе Ногари (1699—1766);
- Фабио Канала[итал.] (1703—1767);
- Джамбеттино Чиньяроли (1706—1770);
- Франческо Фонтебассо (1707—1769);
- Франческо Дзуньо (1709—1787);
- Микеле Мариески (1710—1743);
- Антонио Маринетти[итал.] (1710—1796);
- Доменико Маджиотто (1712—1794);
- Джузеппе Анджели (1712—1798);
- Якопо Гуараны (1720—1808);
- Антонио Дзукки (1726—1796);
- Пьетро Антонио Новелли (1729—1804)

.

## Творческое наследие
Алессандро Лонги умер в ноябре 1813 года в Венеции, в возрасте 80 лет. Его книга вошла в анналы искусствоведения, являясь ценным источником сведений о венецианских живописцах XVIII века. Картины и гравюры художника хранятся в Галерее Венецианской академии изящных искусств, Музее Коррер (Венеция), во Дворце дожей (Венеция), в галерее Уффици (Флоренция), Городском музее Падуи, Городском музее старого искусства Турина, Метрополитен-музее Нью-Йорка (графические репродукции картины «Живопись и Достоинство», автопортрет (эстамп), гравюра «Носорог» по картине отца и эстампы из книги по истории живописи), частных собраниях.

## Галерея

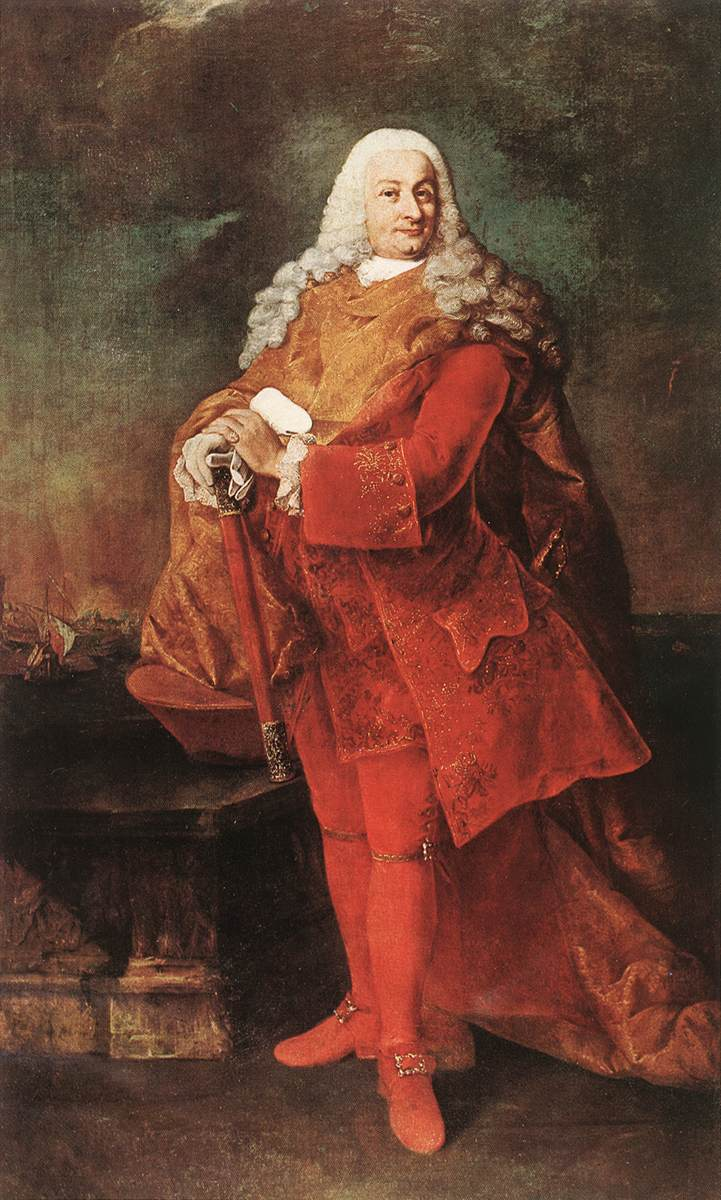
Портрет Якопо Градениго, главного инспектора по морским делам Венецианской республики. 1778—1781. Холст, масло. Музеи Эремитани, Падуя
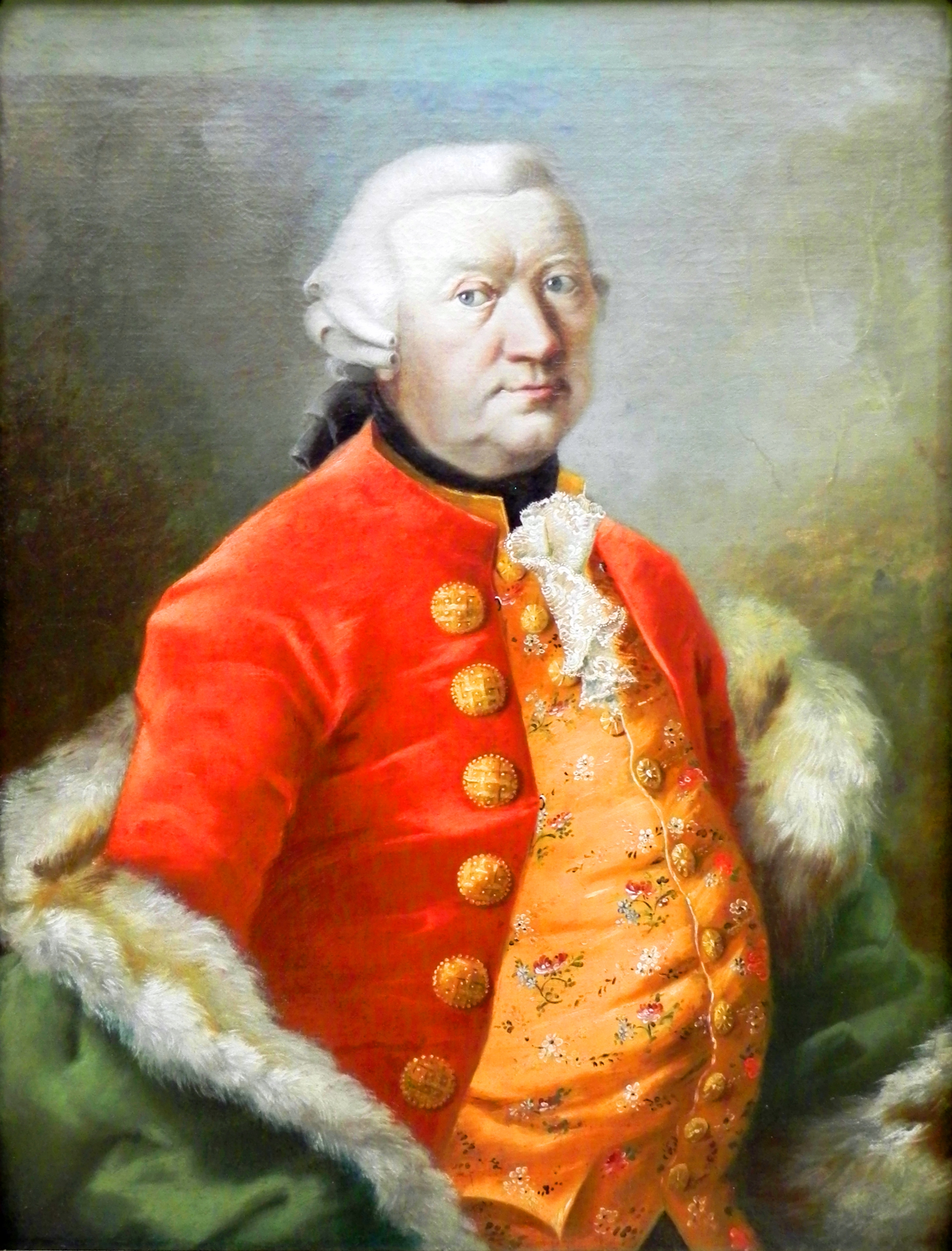
Мужской портрет. 1785. Холст, масло. Музей земли Нижняя Саксония. Ганновер
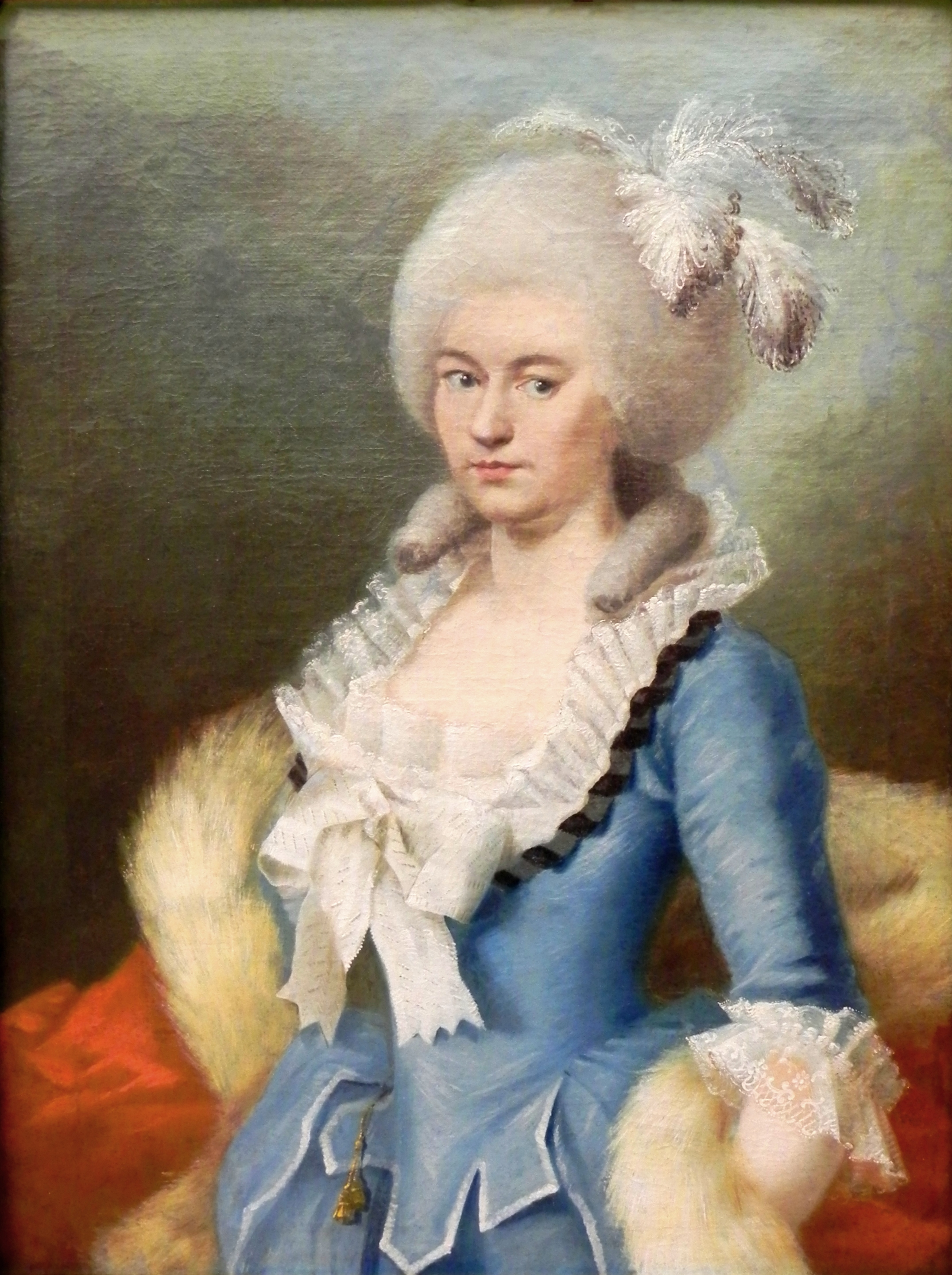
Женский портрет (пандан). 1785. Холст, масло. Музей земли Нижняя Саксония. Ганновер
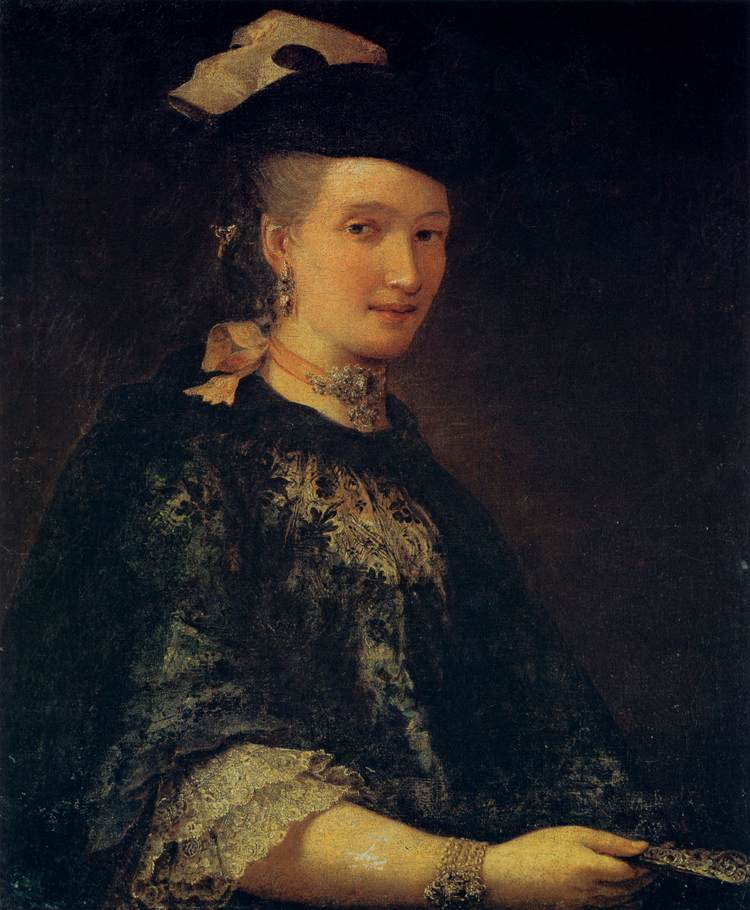
Портрет знатной дамы. Ок. 1770. Холст, масло. Уффици, Флоренция
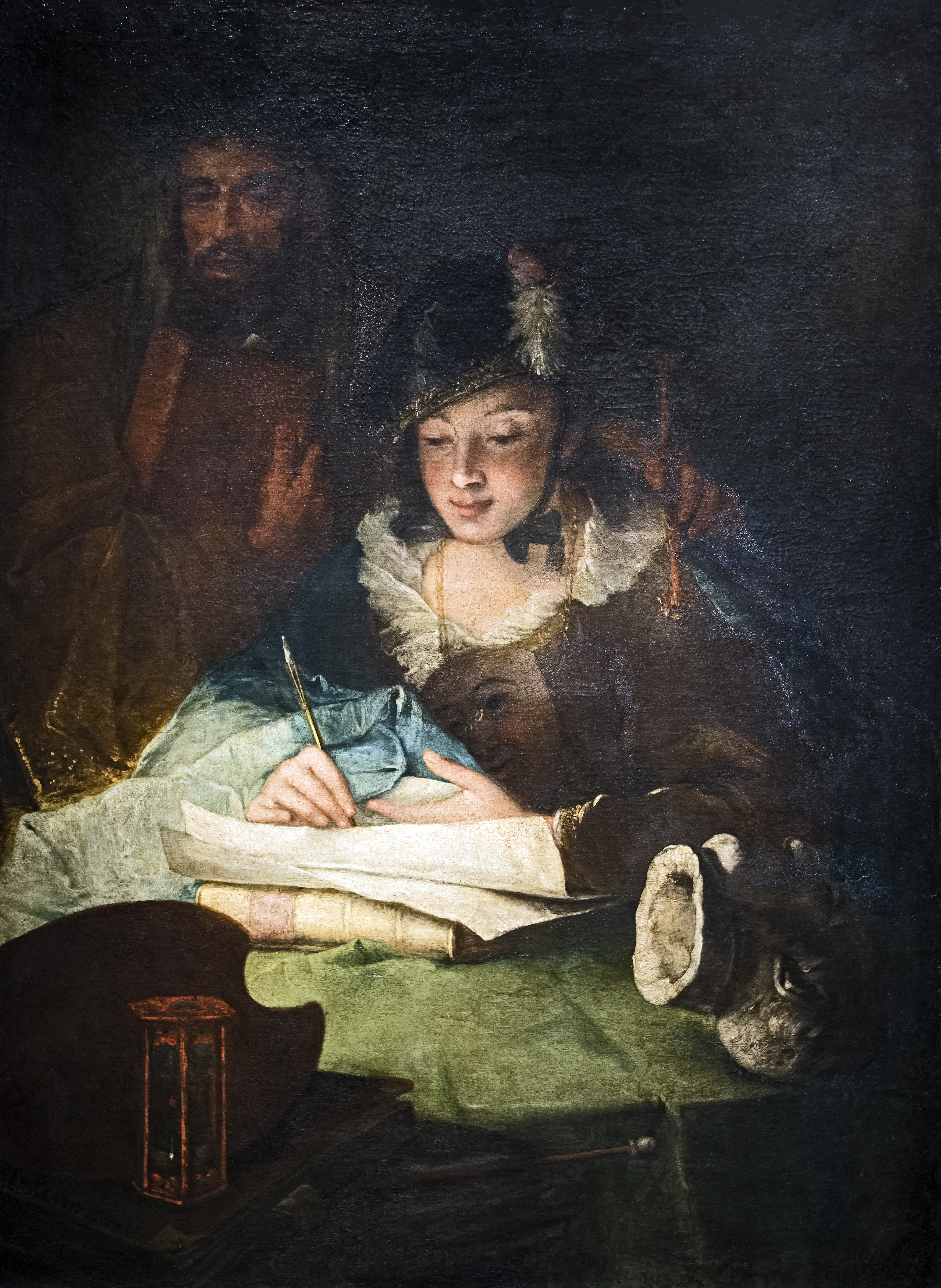
Живопись и Достоинство. 1761. Холст, масло. Галерея Академии, Венеция
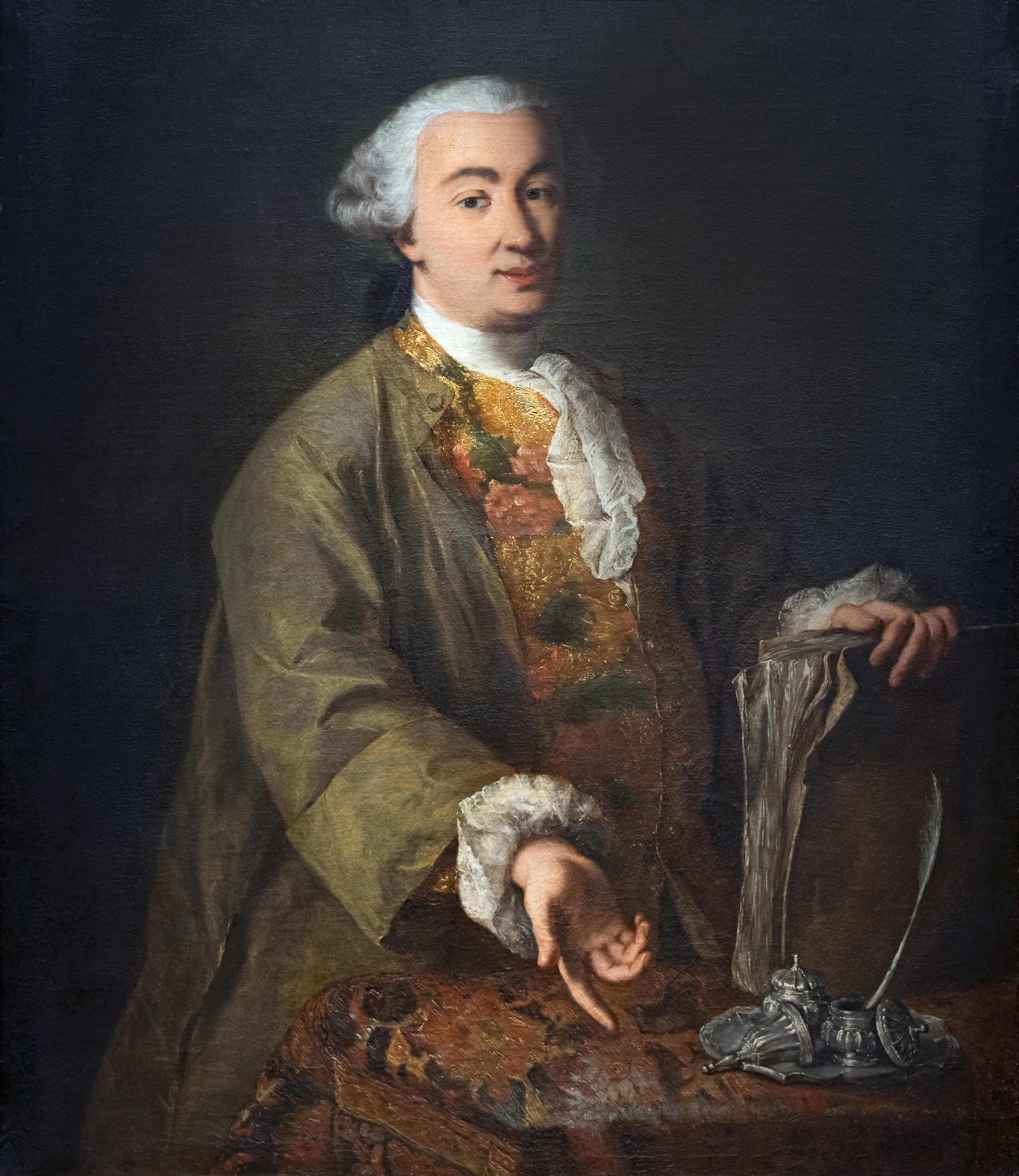
Портрет Карло Гольдони. Ок. 1757. Холст, масло. Палаццо Риццо-Чентани, Венеция
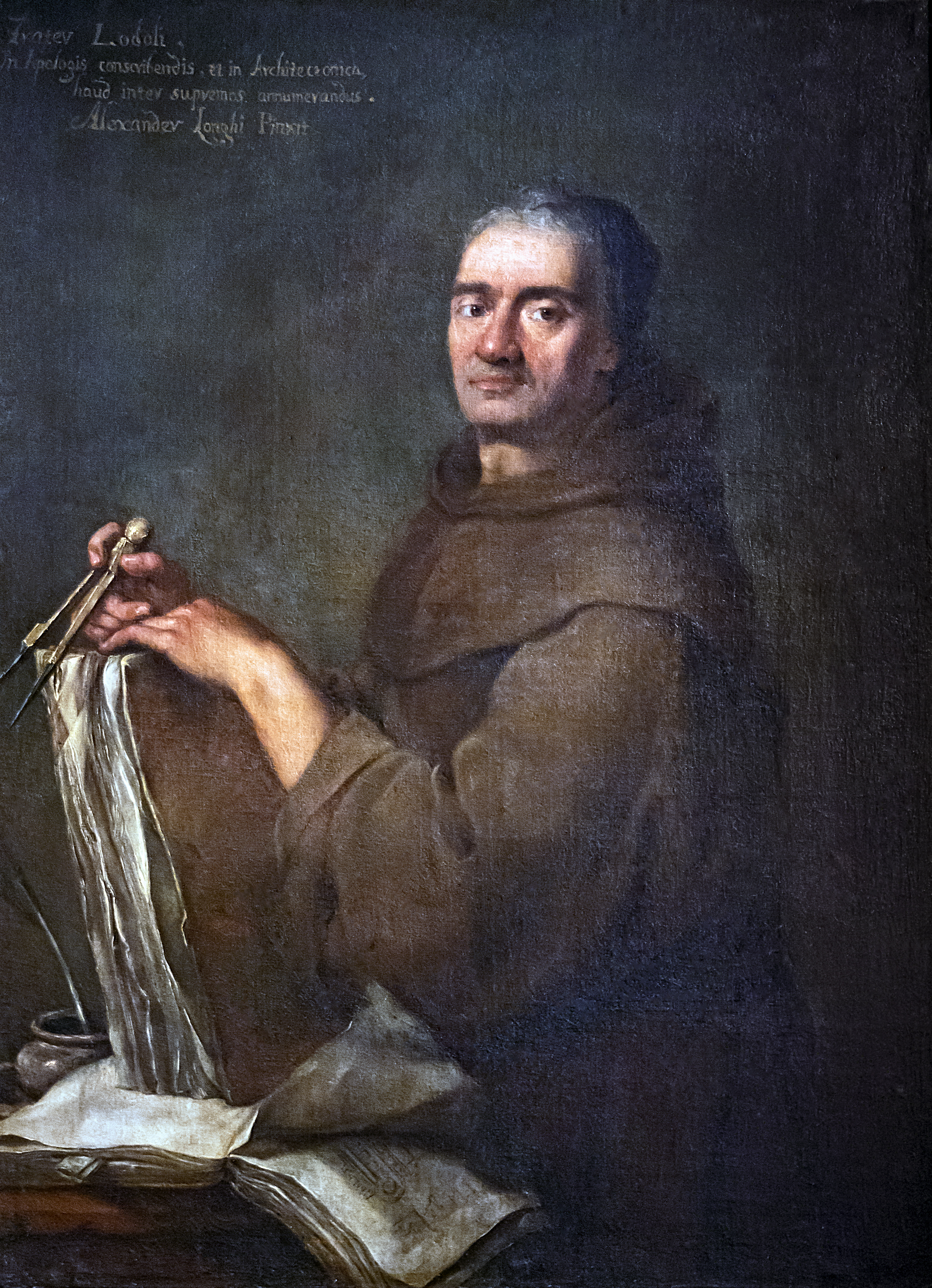
Портрет Карло Лодоли. 1761. Холст, масло. Галерея Академии, Венеция
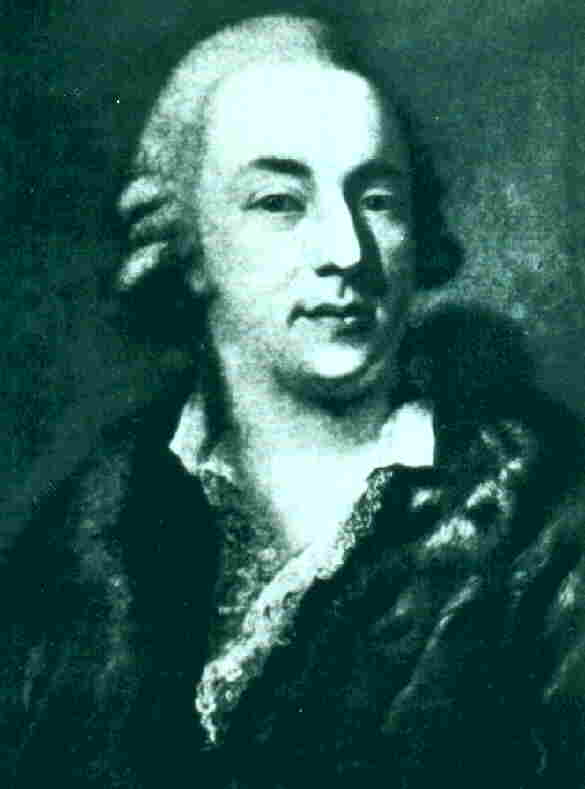
Портрет Джакомо Казановы.
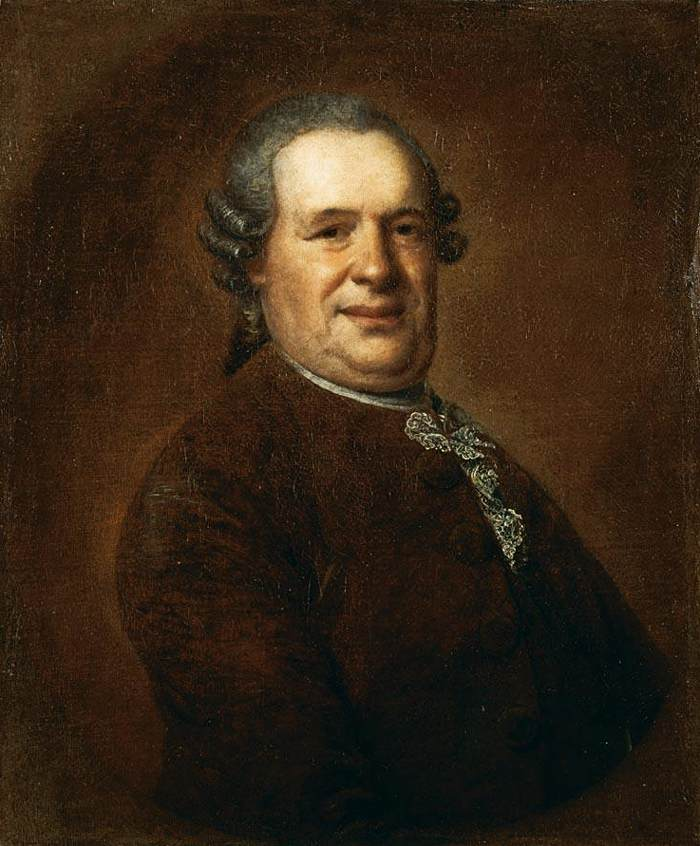
Портрет графа Эннио Ораци. Частное собрание
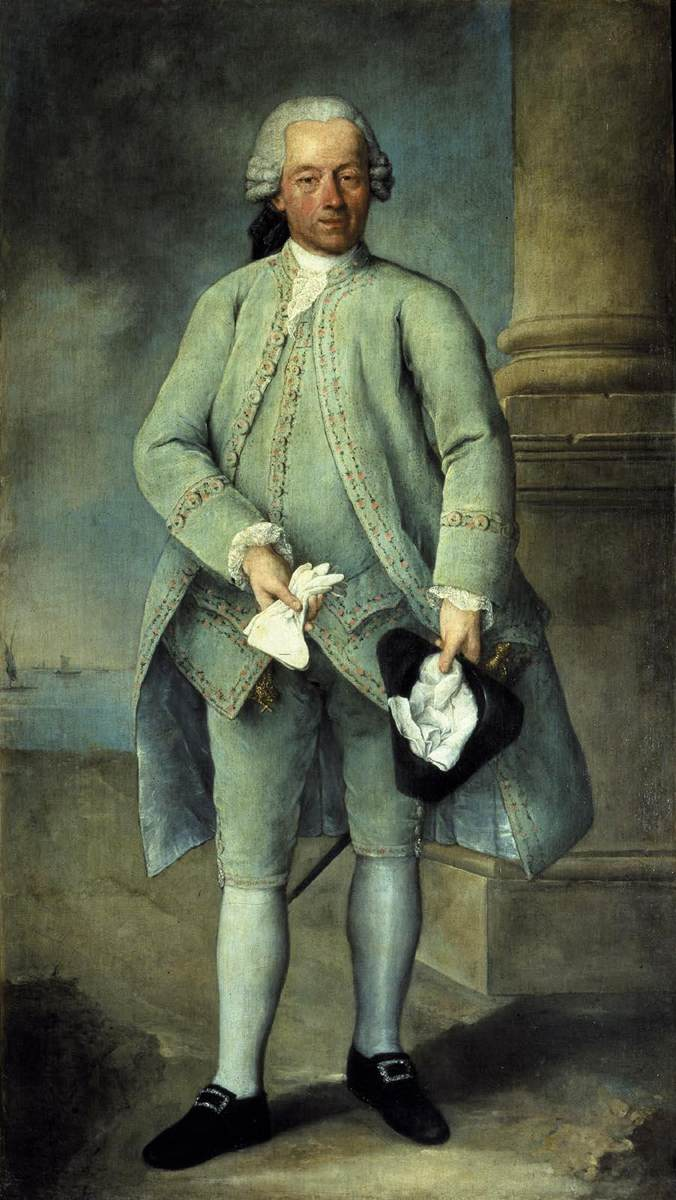
Портрет неизвестного господина. 1780-е. Холст, масло. Частное собрание
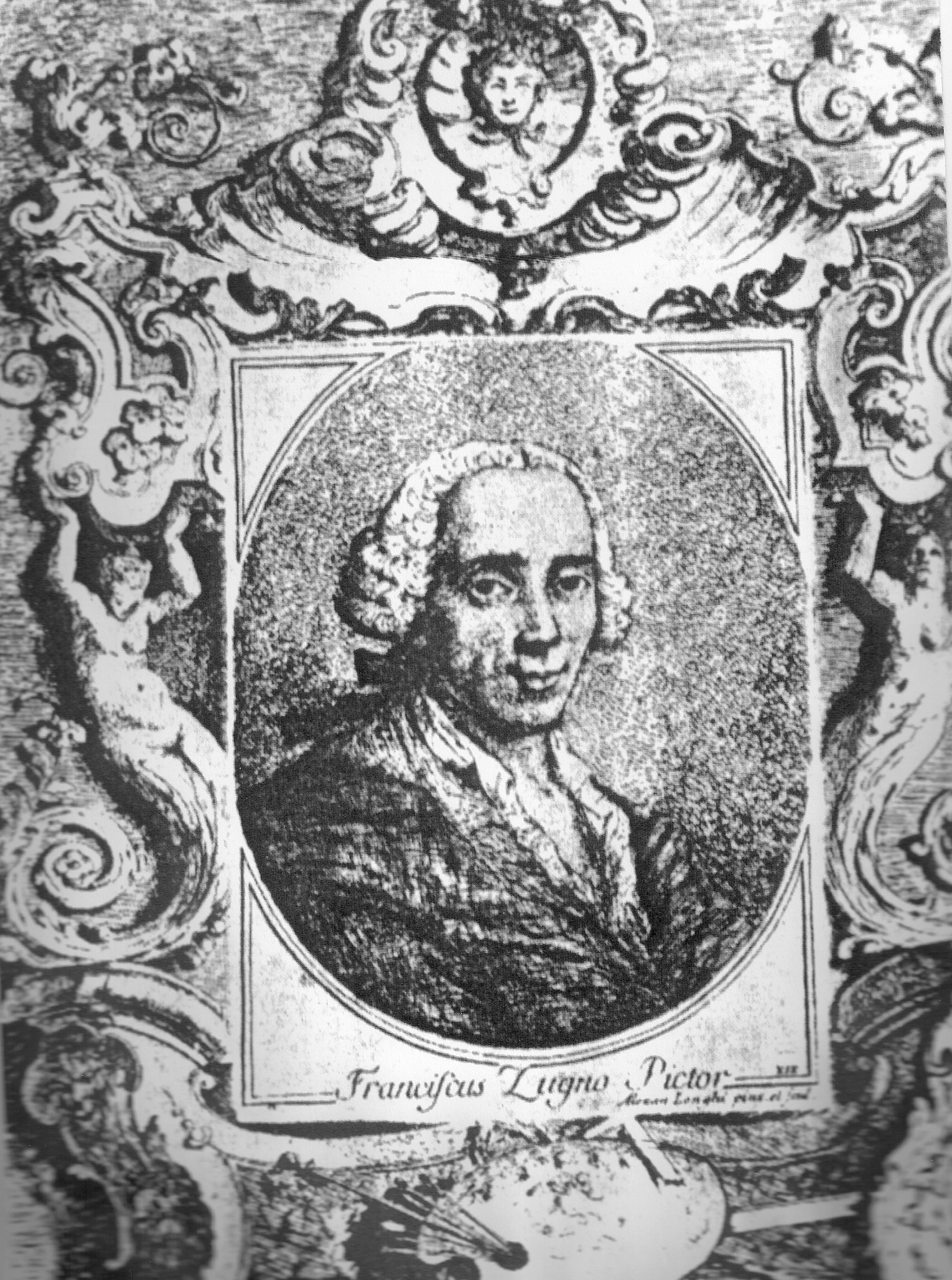
Портрет Ф. Дзуньо. 1762. Офорт

### Живописные работы в музеях Италии и других собраниях

#### Венеция
Галереи Венецианской академии изящных искусств
- Портрет семейства прокуратора Луиджи Пизани (около 1758)
- «Живопись и Достоинство» (аллегория) (итал. Pittura e il Merito, 1759[8] или 1761[13])
- Портрет Карло Лодоли[англ.] (1770);
- Портрет Карло Гольдони (до 1771);
- Портрет врача Джан Пьетро Пеллегрини (1770-е);

Музей Коррер
- Портрет патриция Анджело Меммо;
- Портрет венецианского дожа Альвизе Мочениго (1767).

Дворец дожей
- Портрет сенаторов Альвизе Ренье, Просперо Вальмарана и Винченцо Дона (1759)[8].

Прочие собрания
- Портрет Карло Гольдони (около 1757, Дом Гольдони, ранее — в Музее Коррер);
- Автопортрет в мастерской (конец 1770-х, собрание Росси);
- Портрет прокуратора Пьетро Витторе Пизани (частное собрание).

#### Флоренция,галерея Уффици
- Портрет прелата (1780—1800)[8]

#### Городской музейПадуи
- Портрет адмирала Якопо Градениго, главного инспектора по морским делам Венецианской республики (1778—1781)[8]

#### Городской музей старого искусстваТурина
- Портрет священника Сандро Бонетти[8]

#### Вадуц
- Портрет музыканта (предположительно, Доменико Чимарозы) (собрание Лихтенштейн)[8]
- Никколо Бамбини[англ.] (1651—1736);
- Грегорио Ладзарини (1655—1730);
- Себастьяно Риччи (1659—1734);
- Джузеппе Камераты[англ.] (1668—1761 или 1762);
- Джованни Баттисты Пьяцетты (1682—1754);
- Якопо Амигони (1682—1752);
- Франческо Полаццо[итал.] (1683—1753);
- Джованни Баттисты (Джамбатисты) Питтони (1687—1767);
- Гаспаре Дициани (1689—1767);
- Джузеппе Ногари (1699—1766);
- Фабио Канала[итал.] (1703—1767);
- Джамбеттино Чиньяроли (1706—1770);
- Франческо Фонтебассо (1707—1769);
- Франческо Цуньо (1709—1787);
- Микеле Мариески (1710—1743);
- Антонио Маринетти[итал.] (1710—1796);
- Доменико Маджотто (1712—1794);
- Джузеппе Ангели[итал.] (1712—1798);
- Якопо Гуараны (1720—1808);
- Антонио Дзукки (1726—1796);
- Пьетро Антонио Новелли (1729—1804).